# Vivere Live in Tuscany
Vivere Live in Tuscany é um pacote CD/DVD de um concerto pop do cantor clássico italiano Andrea Bocelli. No Brasil esse álbum recebeu uma certificação de Disco de Diamante Triplo, pela mais de 375 mil cópias vendidas no país, comprovados pela ABPD.

## Faixas
CD
1. "Italia"
2. "La voce del silenzio"
3. "Medley: Besame Mucho, Somos Novios (It's impossible), Can't Help Falling in Love"
4. "Canto della terra"
5. "Mille lune mille onde"
6. "Romanza"
7. "Se la gente usasse il cuore"
8. "Domani"

DVD
1. "Melodramma"
2. "Romanza"
3. "A te"
4. "Vivo per lei"
5. "Io ci sarò"
6. "Hungarian Rhapsody"
7. "La voce del silenzio"
8. "Dancing"
9. "Canto della terra"
10. "Bellissime stelle"
11. "Medley: Besame Mucho, Somos Novios (It's impossible), Can't Help Falling in Love"
12. "Because we believe"
13. "The Prayer"
14. "Italia"
15. "Dare to live"
16. "Sogno"
17. "Il mare calmo della sera"
18. "Time To Say Goodbye" (Con Te Partiro)

### Vendas e certificações
| País          | Certificação | Vendas   |
| ------------- | ------------ | -------- |
| Brasil - ABPD | 3× Diamante  | 375,000+ |